# Bolitophila subbimaculata
Bolitophila subbimaculata är en tvåvingeart som beskrevs av Zaitzev 1994. Bolitophila subbimaculata ingår i släktet Bolitophila och familjen smalbensmyggor. Inga underarter finns listade i Catalogue of Life.